# Theo van der Bijl
Theodorus Frederikus Vincentius (Theo) van der Bijl (Nieuwer-Amstel, 18 juli 1886 – 17 november 1971) was een Nederlandse componist, dirigent en onderwijzer.

## Leven en werk
Hij werd geboren binnen het winkeliersgezin Leo van der Bijl en Maria Geertruida Vermolen. Hij was getrouwd met Martha Alida Vlasman. Van der Bijl studeerde directie en compositie bij Cornelis Dopper en zang bij Cateau Esser aan de School voor Vocaal Dramatische Kunst. Tevens studeerde hij aan de Kweekschool voor onderwijzers. Hij begon zijn carrière als dirigent bij het schoolkoor van de pabo. Hij was achtereenvolgens dirigent bij het koor van de Willibrorduskerk te Amsterdam, bij de R.K. Oratoriumvereniging en bij de Koninklijke Christelijke Oratoriumvereniging Excelsior. Daarnaast richtte hij het Bach-orkest op en daarvan was hij tevens werkzaam als dirigent. Als dirigent gaf Van der Bijl premières van onder andere Claude Debussy, Jan Nieland, Willem Andriessen en Arthur Honegger. Hij stond vanaf 1920 tot en met 1939 minstens 26 keer voor het Concertgebouworkest, met name in religieuze werken.  In 1926 bijvoorbeeld gaf hij leiding aan zijn eigen Lumen Christie. Als componist heeft Van der Bijl verschillende orkestwerken gecomponeerd. Ook zette hij kinderliedjes van Sara Maria Bouman-van Tertholen op muziek. Daarnaast publiceerde hij boeken over de opera’s van Giuseppe Verdi en van Wolfgang Amadeus Mozart.
Een door hem gecomponeerd lied werd opgenomen in de populaire liedbundel Kun je nog zingen, zing dan mee. Het gaat om het lied 'Er is een schamel, schamel landje van water, gras en veen', tekst van G. Heynen.
Van der Bijl werd in 1957 benoemd tot Ridder in de Orde van St. Gregorius.
- Biografisch Portaal: 32453861
- Digitale Bibliotheek voor de Nederlandse Letteren: bijl029
- Gemeinsame Normdatei: 142315265
- International Standard Name Identifier: 0000 0001 1782 4370
- Library of Congress Control Number: no2022142906
- Nederlandse Thesaurus van Auteursnamen: 07030579X
- Virtual International Authority File: 306241215
- WorldCat: E39PBJxrRPFg8rJTdC6MdwkMT3